# 코마츠 유카
코마츠 유카(일본어: 小松 由佳 고마쓰 유카[*])는 도쿄도 출신의 일본 여성 성우, 내레이터이다. 아오니 학원 도쿄 캠퍼스 II부 1기생으로 졸업. 애칭은 「코맛쨩」, 「두목」 등.

## 인물소개

### 내력
아버지는 영상감독, 어머니는 영화를 매우 좋아해 어렸을 때부터 영화와 밀접한 관계가 있는 가정환경에서 자라왔다. 그 영향으로 어렸을 때의 장래희망이 영화감독이었다. 또 영화
각본가도 하려 했으나 조언을 받고 무대각본을 쓰게 돼 무대의 길로 가게 되었으며 자신이 연기자로서도 무대에 올라 연기도 하게 되었다.
극단생활을 하면서도 영화를 찍고 싶은 마음이 여전히 있어 영사기 기사 아르바이트를 했었다. 하지만 그 길로 생계를 유지하는 것이 현실적으로 어려웠어도 좋아하는 영화와 관련 있는
일을 하고 싶었기에 성우를 지망한다.
1998년에 아오니 프로덕션 부속의 성우 양성소인 『아오니 학원』도쿄 캠퍼스 II부에 입학한다. 야간코스인 II부 1기생, 동기생으로는 카네다 토모코가 있다. 2000년에 졸업.
오디션에 합격해 그대로 아오니 프로덕션 소속이 되었다.

### 특징
요염한 목소리로 기운찬 여주인공, 섹시한 악녀, 기가 드센 누님 캐릭터 등 다양한 연기를 할 수 있다. 게임에서 연기했던 중성적인 사관 캐릭터는 인기가 높다.
지망했던 경위처럼 외국영화 더빙을 주로 한다. 『악마는 프라다를 입는다』의 『안드레아 역』, 『아바타』의 『네이티리 역』
, 『트론: 새로운 시작』의 『쿠오라 역』 등, 많은 작품에서 여주인공 역을 담당했었다. 해외 드라마로는 『카일XY』의 『제시 역』, 『라스베가스』의 『델린다 역』 등으로 알려졌다.
애니메이션으로는 『프레시 프리큐어!』(히가시 세츠나/이스/큐어 패션 역), 『팬티&스타킹with가터벨트』 (스캔티 역), 『마스터 햄스터즈』 (진 역) 등으로 알려졌다.
내레이션 일에서도 보도, 정보방송, 다큐멘터리, 버라이어티 쇼, 선전, 텔레비전 광고 등 여러 장르에서 활동하고 있다. 내레이션을 담당하는 방송은 『미노 몬타의 아사즈밧!』, 『싯토코!』, 『Going!Sports&News』 등이 있다.

### 에피소드
취미·특기는 스노보드, 춤. 좋아하는 음식은 멕시코 요리.
여행하고 싶은 나라는 멕시코, 태국. 애칭인 「두목」은 같은 성씨의 배우인 고마쓰 마사오의 별명을 선배 성우가 그대로 붙여준 것.
같은 소속사이자 신인시절 때부터 같이 지내온 사토 아케미는 「멋있고, 멋쟁이고, 털털하고, 약간 소심한 사람」 「열심히 하고 있는 것 같은데 뭔가 하나 빠졌다.」라고 그녀의 블로그에서 소개되고 있다. 또, 『프레시 프리큐어!』에서 같이 출연했던
키타무라 에리는 「(자신과 똑같이) 재밌는 성격」, 「서글서글하고 멋있으면서도 귀여운 사람」, 「멋쟁이」, 「잘 꾸미지 않는 사람」이라고 자신의 라디오 방송에서 소개했다. 기타무라는 「유카 씨하고는 궁합이 맞다.」라고 말해 패션이나 일 얘기를
잘 한다고 한다.
애견가이며 시바견 두 마리의 산책을 「아무리 일 때문에 자지 못해도 절대 거르지 않는다.」라고 한다.
영화 『아바타』를 더빙한 관계로 『아바타』와 제휴한 미디어 선전을 개시한 파나소닉의 블루레이 디스크를 탑재한 포터블 TV 『VIERA (DMP-200)』의 선전광고에서 얼굴을 드러냈었다. 2010년 4월에서 5월
까지 JR, 사유 철도, 지하철 각 선의 전동차 내의 광고와 액자광고를 통해 얼굴을 볼 수 있었다.
위 광고와 동시기에 파나소닉 상품 사이트에는 「나의 비에라」란 제목의 콘텐츠로 고마쓰 유카의 인터뷰를 공개. 거기에 「고마쓰 씨의 고백 시어터」란 제목의 고백 메시지를 보내면
질타와 격려가 담긴 응원 메시지 영상을 그녀가 다시 보내주는 콘텐츠도 공개됐었다.
『아바타』에서 네이티리 역을 더빙했을 때에는 극 중에 등장하는 가공의 언어인 『나비어』의 발음에서 고생해 역할이 정해졌을 때부터 녹음 할 때까지 매일 특훈을 했다고 한다. 나이는 공표되지 않았지만
성우 생활을 처음 시작했을 때까 24살이었다고 말한다. 여성 성우로서는 데뷔를 늦게했기 때문에 늘 초조함을 느꼈었으며 금욕적인 성격이었다고 당시를 회상하고 있다.
영사기 기사 아르바이트를 했었을 때에는 영사기로 영화를 영사하는 것까지 포함해 하루에 몇 번이고 영화를 보았었다. 그 때의 경험이 지금 하고 있는 일에 잘 쓰이고 있다고 한다. 외화 더빙 성우로서 옛날의 유명성우가 「이 역할이라면 이 성우」라고 하는 대표역할이 있듯이
「이 여배우 더빙이라면 고마쓰 유카」로 불리는 것이 현재목표.

### 프레시 프리큐어!
『프레시 프리큐어!』에 등장하는 히가시 세츠나 역은 처음에는 이스라고 하는 적으로 중반부 이후서부터는 마음을 바로잡고 큐어 패션으로서 정규멤버에 합류한 특이한 캐릭터였다. (악역에서 정규멤버가 된 건 프리큐어 시리즈로서는 최초.)
이스 때의 연기에 대해서는 「아이들이 (이 캐릭터를) 싫어하도록 연기하세요.」라고 지시를 받았으나 어렵다고 느껴, 계속 고민하면서 연기한 것이 작중에서 이스의 마음이 흔들렸던 거와 일치한것 같다고 말했다.
2010년 4월 3일 『아침까지 프리큐어! 올나이트』란 제목으로 시리즈 최초로 올나이트 이벤트가 개최됐었다. 각 시리즈 별로 출연성우가 2명씩 토크쇼에 등장했으며 『프레시』 팀에서는 오키 카나에 (모모조노 러브/큐어 피치 역)과 고마쓰 유카가 등장해 더빙 당시의 추억을 얘기했었다.
18세 미만은 출입할 수 없는 성인성 이벤트였기 때문에 아이들도 입장할 수 있는 보통 이벤트 때에는 말할 수 없었던 악역 이스에 대한 생각을 마음껏 말했다. 더빙현장에서는 극 중 이스가 말했었던 「바보같은 애...」를 사용해서 실수한 성우를 놀리는게 유행했다고 한다.
『프레시 프리큐어!』에 대해서는 자신의 「성우 인생을 바꾼 작품」이라 말했다.

### 미노 몬타의 아사즈밧!
『미노 몬타의 아사즈밧!』은 TBS (JNN) 계열의 채널에서 매주 월요일에서 금요일 새벽 5:30에서 아침 8:30까지 생방송으로 진행하는 아침 뉴스 쇼이자 정보방송이며 고마쓰 유카는 2007년 4월부터 취재 VTR의 나레이터를 하고 있다. 2012년 현재
담당하고 있는 코너는 「오늘 아침의 얼굴」, 「아사즈밧! 예능면」, 「아사즈밧! 착안점」, 「아사즈밧! 뉴스」, 「즈밧! 8시 마타기」 등.
도호쿠 지방 지진 발생 후 JNN·JRN 『인연 프로젝트』의 일환으로 「앞을 향해서 걸어가자」란 제목의 피해 지역을 복구하는 사람들의 고투를 담은 다큐멘터리를 연일 방송하고 있는데 그 내레이션의 담당을 많이 맡았었다.
외국인의 VO도 담당하고 있다. 『아사즈밧!』의 내레이션은 미리 녹음을 하는 것이 아니라 생방송으로 하기 때문에 방송이 있는 월요일부터 금요일 까지는 매일 새벽 3시에 일어나 4시에는 방송국에 출근하는 생활을 계속하고 있다.
아침에 빨리 일어나는 비결로는 「전화를 받는 것」「전화가 안 올때는 엄청 아슬아슬하게 일어나기 때문에 초조해진다.」라고 한다.
2010년 2월 3일에 방송한 『아사즈밧!』에서는 「예능면 넓게 알아보기」코너에서 자신이 더빙했던 『아바타』가 아카데미상 9부문에서 노미네이트되었다는 이야기가 나와 비록 목소리만 더빙했지만 출연진들과 이야기를 나누었다.
2012년 4월부터는 마이니치 방송이 제작한 전국망 방송 「싯토코!」에서 「세계의 아침밥」이란 코너의 내레이션을 담당. 이걸로 월요일 - 토요일 TBS의 아침 와이드 방송을 담당하게 된다.

## 출연작품

### TV 애니메이션
- 마루코는 아홉살 - 양복점 아줌마, 주부

2000년
- 승부사 전설 테츠야 - 소년

2001년
- 노노쨩 - 미미 쨩

- 더 파이팅 - 레코, 여자아이, 귀신

- 레이브 - 안무

- 마미무메★모가쵸 - GBB

- 마음 도서관 - 간호부

- 샤먼킹 - 엘리자, 실버 롯드

- 월간 스토리 랜드

- 포켓몬스터 크리스탈 라이코 천둥의 전설 - 레디바

2002년
- Kanon - 남학생

- Witch Hunter ROBIN - 하나무라 미카

- 건 프론티어 - 여자

- 낚시 바보 일지

- 라제폰 - 오퍼레이터

- 쪽빛보다 푸르게 - 유코

- 쾌걸근육맨 2세 - 노리카

- 탑블레이드 - 토오루, 마리엄

- 포켓몬스터 - 라플레시아

2003년
- 나루에의 세계

2004년
- F-ZERO 팔콘 전설 - 미세스 아로

- 폭렬천사 - 여자아이 A

2005년
- BLACK CAT - 슈르

2006년
- 링에 걸어라 하루치 쌀 결전편 - 미스 샤넬, 네네

- 빈곤자매 이야기 - 선생, 막과자 가게의 아줌마

- 엽기인걸 스나코 - 아줌마, 접대 여성

- 축!(해피☆러키)빗쿠리맨 - 천녀

- 파워 퍼프걸 Z - 설녀

2007년
- MOONLIGHT MILE 1st 시즌 -Lift off- - 키무

- 마스터 햄스터즈 - 진

- 파워 퍼프걸 Z - 미인 비서

2008년
- 건슬링거 걸-IL TEATRINO - 라셸

- 게게게의 기타로 5기 - AD

- 고르고13 - 지나

- 무한의 주인 - 아사노 린

- 미기일족 - 여자 손님

- 포르피의 긴 여행 - 여자 손님

2009년
- 레터비 - 피스티스

- 프레시 프리큐어! - 히가시 세츠나 (유채린)/이스/큐어 패션

2010년
- 나루토 질풍전 - 칼루이

- 레터비 - 사라

- 완소! 퍼펙트 반장 - 기자

- 완소! 퍼펙트 반장 세컨드 콜렉션 - 여자

- 원피스 - 여자 손님

- 팬티&스타킹with가터벨트 - 스캔티, 마담, 고스트 E

- 포켓몬스터 DP - 시마코

2011년
- 레터비 REVERSE - 사라

- 우리들에게 날개는 없다 - 타카우치 마사코

2012년
- 라스트 엑자일 -은빛 날개의 팜- - 알라우다 (15살 때)
- 요르문간드 PERFECT ORDER - 쿠로사카

2013년
- 나루토 SD 록리의 청춘 풀파워 인법 - 카루이
- 듀얼 마스터즈 빅토리 V3 - 퍼펙트 마돈나

### OVA
- RE: 큐티 하니 - 테라다 링고

- 귀공자 엔마 - 로라

- 디지털 주스 table & fishman - Queen of Singer

- 딸기 100% ~오우미 학원 엑서더스 편~ - 수학 선생

- 미코스리 단막극장

- 세인트 세이야 명왕 하데스 편
  - 명왕 하데스 십이궁 편 - 기그너스 빙하 (소년 시절)
  - 명왕 하데스 명계편 - 샤이나
  - 명왕 하데스 에리시온 편 - 샤이나

- 우리들에게 날개는 없다 번외편 - 타카우치 마사코

### 극장판 애니메이션
- 기동전사 Z 건담 A New Translation 시리즈 - 키카 코바야시
  - 기동전사 Z 건담 A New Translation -별을 잇는 자-
  - 기동전사 Z 건담 III A New Translation -별의 고동소리는 사랑-

- 극장판 강철의 연금술사 샴발라를 정복한 자

- 극장판 나루토 -나루토- 블러드·프리즌 - 칼루이

- 인사이드 아웃 2 - 까칠

- 쾌걸근육맨 2세

- 팔메의 나무

- 프리큐어 시리즈
  - 극장판 프레시 프리큐어! 장난감 나라에는 비밀이 가득!? - 히가시 세츠나 (유채린)/큐어 패션
  - 극장판 프리큐어 올스타즈DX2 희망의 빛☆레인보우 쥬얼을 지켜라! - 히가시 세츠나 (유채린)/큐어 패션
  - 극장판 프리큐어 올스타즈DX3 미래에 전하라! 세계를 이어주는☆무지갯빛 꽃 - 히가시 세츠나 (유채린)/큐어 패션
  - 극장판 프리큐어 올스타즈 New Stage 미래의 친구 - 히가시 세츠나 (유채린)/큐어 패션
  - 극장판 프리큐어 올스타즈 New Stage2 마음의 친구 - 히가시 세츠나 (유채린)/큐어 패션

### 웹 애니메이션
- 간닷! 겐씨 - 타무라 미와코, 노부의 엄마, 요괴 고양이, 투구벌레

- 요괴 애니메이션 몬스터 트레인

### 게임
- 삼국지 대전 시리즈

2001년
- 서몬나이트 2 - 메이메이, 이오스

2002년
- 샤먼킹 스피릿 오브 샤먼즈 - 실버 롯드

2003년
- 샤먼킹 소울 파이트 - 엘리자

- 서몬나이트 3 - 메이메이

- 엑저스켈튼

- 하몽야화 - 아르마데르

2004년
- Love Songs♪ADV후타바 리호14세~여름~ - 미야시로 사야카

- Love Songs♪ADV후타바 리호19세~겨울~ - 미야시로 사야카

- 모두의 GOLF 포터블 - 리사

- 샤먼킹 분발 스피릿 - 엘리자, 서티

2006년
- 룬 팩토리 ~신 목장이야기~ - 레이디 앤

- 서몬나이트 4 - 메이메이, 이오스

- 성검전설 4 - 애니스

- 에델바이스 - 히나타 미즈키

- 여신전생 페르소나 3 - 토리우미 이사코, 모리야마 나츠키

- 영웅전설 VI 천공의 궤적 SC - 유리아 슈바르츠

2007년
- BLADESTORM 백년전쟁 - 샹크티

- 성전사 세이야 명왕 하데스 십이궁 편 - 샤이나

- 여신전생 페르소나 3 페스 - 토리우미 이사코, 모리야마 나츠키

- 영웅전설 VI 천공의 궤적 the 3rd - 유리아 슈바르츠

- 원더랜드 온라인 -암흑의 금술- - 리카

2008년
- 에델바이스 영전 판타지아 - 히나타 미즈키

- 탱클 - 데넬

2009년
- Lucian Bee's RESURRECTION SUPERNOVA - 콰이어트 블루 버드

- 페르소나 3 포터블 - 토리우미 이사코, 모리야마 나츠키

- 프레시 프리큐어! 놀이 콜렉션! - 히가시 세츠나 (유채린)/이스/큐어 패션

2010년
- Another Century's Episode:R - 오텀 원

- Lucian Bee's JUSTICE YELLOW - 콰이어트 블루 버드

- Lucian Bee's EVIL VIOLET - 콰이어트 블루 버드

- Fable III - 페이지

- 갓 이터

- 알트 네리코 3 세계종언의 방아쇠는 소녀의 노래가 당긴다 - 알 루우, 토토라

- 전장의 발큐리아 2 갈리아 왕립 사관학교 - 플랭커 마틴, 알렉시스 힐던

- 트리니티 질 올 제로 - 시라

2011년
- Another Century's Episode Portable - 오서

- FabStyle - 야마시타 나오미

- TERA - 프레이어 로헨

- 나이트 컨터렉트 - 그레이트 헨

- 성전사 세이야 전기 - 샤이나

- 초차원 게임 넵튠 mk2 - 하코자키 치카

2012년
- NEW 러브플러스 - 아리사와 카오루

- 슈퍼로봇 대전OG 사가 마장기신II REVELATION OF EVIL GOD - 레베카 타나

- 신·광신화 파르테나의 거울 - 엘레카

- 엑스 트루퍼즈 - 디아나 하이라인

- 킹덤 하트 3D 드림 드롭 디스턴스 - 쿠오라

## 외화 더빙

### 영화
- 겟 스마트 ※TV 방영판

- 귀향 - 파울라 (요하나 코보)

- 그는 당신에게 반하지 않았다

- 글래디에이터 2: 전설의 검투사

- 글래스 하우스 - 루비 헤이커 (릴리 소비에스키) ※TV 방영판

- 내 남자의 아내도 좋아 - 비키 (리베카 홀)

- 내니 다이어리 - 라이넷 (얼리샤 키스)

- 눈먼 자들의 도시 - 선글라스 소녀 (앨리스 브라가)

- 닥터 두리틀 4 - 코트니 스타링 (엘리제 가시앙)

- 더 길티 - 에이미 (테일러 앤 레이드)

- 데드 캠프 3 - 알렉스 (재닛 몽고메리)

- 데스티네이션 2 - 킴벌리 코먼 (A.J.쿡) ※TV 방영판

- 러브 앤 드럭스 - 매기 머독 (앤 해서웨이)

- 레지던트 이블 3: 인류의 멸망 - 간호사 베티 (아샨티) ※DVD/BD 소프트판

- 마들렌 - 이희진 (신민아)

- 발렌타인 데이 - 리즈 (앤 해서웨이)

- 불순한 제안 - 캐시 (마리 질랭)

- 블랙 스완 - 릴리 (밀라 쿠니스)

- 블론드 앰비션 - 케이티 (제시카 심슨)

- 쇼퍼홀릭 - 레베카 (아일라 피셔)

- 슈가 앤 스파이스 - 클리오 밀러 (멀리사 조지)

- 스텔스 X - 올가 (안나 타라트키나)

- 스페이스 버디 - 샘의 엄마 (켄들 크로스)

- 스프링 브레이크 샤크 어택

- 스피시스 4 - 컬렛 (신시아 프랑체스코니)

- 써로게이트 - 여자 아나운서

- 아바타 - 네이티리 (조 샐다나)

- 아이 엠 넘버 포 - 넘버 6 (테리사 파머)

- 악마는 프라다를 입는다 - 앤디 삭스 (앤 해서웨이)

- 어사일럼 - 엘린 (엘린 설리번)

- 엑스맨: 최후의 전쟁 - 캘리스토 (다니아 라미레즈) ※DVD/BD 소프트판

- 열두 명의 웬수들 2 - 앤 (제이미 킹)

- 오! 브라더스 - 은하 (김준희)

- 원 미스 콜 - 베스 레이몬드 (샤닌 소세이먼)

- 위핏 - 블리스 카벤다 (엘런 페이지)

- 존 터커 머스트 다이 - 헤더 (아샨티)

- 청바지 돌려입기 - 브리짓 (블레이크 라이블리)

- 청바지 돌려입기 2 - 브리짓 (블레이크 라이블리)

- 카우보이 & 에이리언 - 엘라 (올리비아 와일드)

- 캠프 락 2: 마지막 콘서트 - 디나 (클로이 브리지스)

- 크롬 앤젤 - 레이라 (엘리자 스웬슨)

- 트레저 버디 - 우버스티 (엘레인 핸드릭스)

- 트론: 새로운 시작 - 쿠오라 (올리비아 와일드)

- 파퍼씨의 펭귄들

- 포스트 그래드 - 제시카 버트 (캐서린 라이트만)

- 프롬 파리 위드 러브 - 니콜 (엠버 로즈 레바)

- 헬레이저 7 - 데더 - 말라 (조지나 라이랜스)

### 해외 드라마
- CSI: 과학 수사대

- The Good Wife

- 가면 라이더 드래곤 나이트 - 레이시 셸리던 (멜리사 로렌)

- 더트 - 쥴리아 말로리 (로라 알렌)

- 라스베가스 - 델린다 딜라인 (몰리 심즈)

- 바디 오브 프루프 - 사라 팩슨 #8

- 스포트라이트 - 여자 아나운서

- 아테나: 전쟁의 여신 - 윤혜인 (수애)

- 척 - 한나 올센 (크리스틴 크룩)

- 첫사랑 - 은혜

- 체인지 디바 2 - 돈 루카스 #8

- 카일 XY - 제시 XX (제이미 알렉산더)

- 코버트 어페어즈 2 - 리버 크라인 (제이미 알렉산더)

- 크리미널 마인드 6 - 페니 핸리 #8

- 크리미널 마인드 7 - 신디 #7

- 팬 암

- 프레이미벌 제 3장 - 엘리자베스 #7

### 해외 애니메이션
- 그루브 스커트 ~싸우는 슈퍼 치어걸~ - 핑

## 특촬물
- 미래전대 타임레인저 VS 고고파이브 - 루피아 (목소리)

## 내레이션

### 레귤러 (현재)
- Going!Sports&News (토요일) - 닛폰 TV, 2010년 4월 ~
  - 우에다 신야x카메나시 가즈야의 Going 야구!

- 미노 몬타의 아사즈밧! - TBS, 2007년 4월 ~

- 싯토코! - MBS, 2012년 4월 ~

- 카툰 네트워크 - 방송예고, 방송선전, 이 달의 추천방송

### 레귤러 (과거)
- 69★TRIBE 로크족 (2005년 4월 ~ 2006년 9월) - 후지 TV

- CINEMA VOICE (2001년 10월 ~ 2008년 11월) - WOWOW

- navi-cube (2002년 4월 ~ 2004년 3월) - 후지 TV

- U-15.F 멋대로 해라! (2003년 4월 ~ 9월) - TV 도쿄

- 격만 TV (2004년 10월 ~ 2005년 3월) - TV 도쿄

- 도쿄 미치카 (2004년 10월 ~ 11월) - 후지 TV

- 민낯 칼리지 (2009년 4월 ~ 9월) - BS후지

- 시네마로 챠포 (2002년 4월 ~ 12월) - SC 위성방송

- 신 지식 계급 쿠마구스 (2009년 4월 ~ 2010년 4월) - TBS

- 아이들의 재미있는 메카닉 (VO) - 디스커버리 채널

- 아카시야 씨 채널

- 음악 직업 안내소 도레컴 (2003년 4월 ~ 9월) - TV 도쿄

- 이케치키!! (2002년 4월 ~ 9월) - TBS

- 천재의 빠칭슬롯 - 후지 TV 721

- 케이코와 마나부 생활달인 (2001년 7월 ~ 2003년 3월) - 액트온 TV

- 키타노 탤런트 명감 (2004년 4월 ~ 2006년 3월) - 후지 TV

- 탐험로망 세계유산 (VO) - NHK 종합 텔레비전

- 토바코의 콧바람 - TV 시즈오카

- 판타메 TV (2004년 1월 ~ 2005년 3월) - TV 아이치

## 특별방송·단발방송
2004년
- 늑대소년 (제10회/12월 9일) - TBS

2005년
- 꽁치Vs호시노 오늘 하루만! 역사최강 TV 샵 아카시야 재팬 (10월 21일) - 아사히 방송

- 도쿄 미치카 New year 스페셜 (1월 4일) - 후지 TV

- 아카시야 재팬 ~아아 메이저가 되고싶어! 우리가 몰랐던 일본선수의 외침~ (3월 10일) - 아사히 방송

- 오늘 밤 시작! 사랑에 빠지면 ~나의 성공의 비밀~ 완전 내비 (채널 α 부속, 4월 14일) - 후지 TV

- 위험한 아네키! 최종회 직전 스페셜 (채널 α, 12월 19일) - 후지 TV

- 일본 최대의 몬스터 퍼레이드 (11월 13일) - TV 도쿄

- 키타노 포크인생 왕결정전!! (12월 30일) - 후지 TV

2006년
- 노다메 칸타빌레 시작 직전 스페셜 (채널 α 부속, 10월 16일) - 후지 TV

- 노다메 칸타빌레 Special Lesson 오늘 밤 드디어 정기 연주회! 직전 스페셜 (채널 α 부속, 11월 6일) - 후지 TV

- 사프리 오늘 밤 급전개 제7화 직전 SP (채널 α 부속, 8월 21일) - 후지 TV

- 아시아 굉장한 인열전 (2월 4일) - 후지 TV

- 오늘 밤 드디어 등장! 어텐션 플리즈&드라마 화 마루코는 아홉살 (채널 α 부속, 4월 18일) - 후지 TV

- 지구가도 어머니와 같은 길·나의 사랑하는 루트 66 (VO/4월 1일, 8일) - TV 도쿄

- 채널☆록! 신 방송 SP! (9월 30일) - TBS

2007년
- 새해영화 이것을 봐요 (1월 5일) - TBS

- 야지마 퀸즈 골프 토너먼트 (4월 29일) - TV 도쿄

- 축 25주년! 그 마크로스가 돌아온다고 스페셜!! (12월 23일) - TBS

- 미의 거인들 (VO/1월 6일) - TV 도쿄

- 이시즈카 히데히코의 세계 우걱우걱 수행 (6월 2일) - TV 아사히

- 타이맨 즉흥 콩트배틀 애드립 킹 (1월 3일) - TV 도쿄

2008년
- A×A 더블에이 (12월 2일) - TV 도쿄

- 골프 5 레이디즈 골프 토너먼트 (9월 6일) - TV 도쿄

- 타이맨 즉흥 콩트배틀 애드립 킹 II (1월 4일) - TV 도쿄

2009년
- 돈 모험 버라이어티 머니$의 대 모험 (12월 29일) - TBS

- 스쿠프 결정적 순간! 사건현장 비밀잠입 스페셜 (사타스페! 부속, VO/3월 2일) - 후지 TV

- 이건 쓸만하다!? 박사님의 굉장한 연구 (11월 22일) - TV 아사히

- 한 여름 밤의 걸즈 토크 완전 분라쿠 (7월 30일) - NHK-ETV

2010년
- The! 예능인의 비밀 이야기 (秘) 영상 GP (스파모쿠!! 부속, 5월 27일) - TBS

- V6가 만드는 신 일본지도 47조각의 대 모험 (4월 7일) - TBS

- Web으로 간단예약! 엄선! 좋은 숙소 내비 (11월 14일) - TV 도쿄

- 나카이 마사히로의 세상은 굉장해! 여기까지 조사해 봤습니다 스페셜 (카스페! 부속, VO/3월 2일) - 후지 TV

- 세계의 명봉 그레이트 서밋 유럽 알프스 산 기행 (VO/9월 22일) - NHK-BShi

- 오오키&미나미가 두근두근!! 경악 패닉 극장 4 설마하는 순간 겁먹게 될 50 연발!! (화요 엔터테인먼트! 부속, 6월 22일) - TV 도쿄

- 월드 레이디즈 챔피언쉽 살롱파스 컵 (5월 8일) - 닛폰 TV

2011년
- ETV특집 이 세상의 숨결 ~가수부부·40년의 상문가~ (목소리 출연/7월 10일) - NHK-ETV

- MAG·넷 제34회 어른 여자 만화 (목소리 출연/1월 30일) - NHK-BS2

- 건강한 그 사람 완전 맛있는 비밀의 집밥 (9월 10일) - 닛폰 TV

- 사이버 에이전트 레이디즈 골프 토너먼트 (5월 1일) - TV 도쿄

- 예능인 품평 버라이어티 켄삥! (금요 반짝☆나이트 부속, 9월 30일) - 후지 TV

2012년
- V.I.P. -Mr.Children- ~20th Anniversary SPECIAL~ (5월 5일) - 스페이스 샤워 TV

- 매일 쑥쑥 쥬니어 아이와 게임 같이 하는 법 (5월 28일 ~ 31일) - NHK-ETV

- 몸이 기뻐한다! 득보는 레시피 비장의 우리집 밥 (2월 25일) - 닛폰 TV

- 방송직전 스페셜 「시크릿 가든」 (3월 29일) - NHK BS 프리미엄

- 산수형사 제로 ~남겨진 영수증 사건~ (목소리 출연/8월 14일) - NHK-ETV

- 아사즈밧! 인연 스페셜 거대 쓰나미... 나는 살았다 이야기를 이어가는 생명의 기록 (3월 11일) - TBS

## 광고
- Another Century's Episode Portable - TV

- GMO 클릭 증권 - TV

- NTT 도코모 - 라디오

- 섹스 앤 더 시티 - 후지 TV, 토요 프리미엄 예고

- 카오 - 라비너스

## 비디오 외
- 니콜라 비디오

- 시마네현립 산베 자연관 플라네타리움 방송 「비밀결사 매의 발톱 THE PLANETARIUM ~흔들흔들! 블랙 홀의 수수께끼~」

- 울트라 슈퍼 다이제스트 Vol.6 울트라 세븐의 비밀 (후편)

- 천문 박물관 고토 플라네타리움

## CD

### 드라마 CD
- 그래뉼레이디트 해피니스 - 후유노

- 덴쇼 팔백만 - 타키농

- 럼블피쉬 BATTLE 2 - 비상사태! 연애선풍!! 편 - 카토 유우키

- 바이스 크로이츠 Wish A Dream collection IV FIRST MISSION - 여전사

- 써먼나이트 ~경계틈새의 요람~ - 이오스

- 알트네리코 3 세계 종언의 방아쇠는 소녀의 노래가 당긴다 side사키~After story~ - 토토라

- 에델바이스 영전도 꽃가루 대작전 - 히나타 미즈키

- 여신전생 페르소나 3 시리즈 - 토리우미 이사코
  - 드라마 CD Vol.1 - Daylight-
  - 캐릭터 드라마 CD vol.2

- 우리들에게 날개는 없다 시리즈 - 타카우치 마사코
  - 드라마 시리즈 제1장 하야시다 미사키
  - 드라마 시리즈 제2장 와타라이 아스카
  - 세컨드 시즌 제1권 꿈 라디오·하늘빛 스쿨 데이즈

- 토우카이토 탐정단 II ~마음의 양식~ - 모모코

- 피오나 여행기 ~ 생명의 나라 액시밀리어~ - 아리아

### 음악 CD
- 마스터 햄스터즈 오프닝 곡 - 햄스터즈 멤버 ※햄스터즈 성우 5명

- 샤먼킹 S.F.O.V IV
  - 05) Dharma - 서티

- 우리들에게 날개는 없다 캐릭터 송 「소녀틱 로맨스」 - 타카우치 마사코

- 프레시 프리큐어! 보컬앨범 1 ~태양의 아이들에게~
  - 05) 미소의 꽃. 마음의 우주. - 큐어 패션
  - 06) 프레시 프리큐어·태양의 아이 - 큐어 프레시! ※ 프리큐어 성우 4명

- 프레시 프리큐어! 보컬앨범2 ~미소의 선물~
  - 09) 미래의 당신에게 - 큐어 패션
  - 06) Dreaming Flowers - 큐어 프레시!
  - 11) 해피니스☆Wonder land ~미소의 선물~ - 큐어 프레시!

## 라디오
- 아오야마 2번가 타이만반점 - 초!A&G+, 제15회 게스트/2010년 4월 12일, 제20회 전화출연/5월 17일

- 우리들에게 날개는 없다 진흥회 꿈 라디오·우리들에게 날개는 NIGHT - 란티스 웹 라디오, 제54회 게스트/2011년 12월 16일

- 원더☆라디오

- 제22회 100만엔 대상 라디오 CM 카피 대회 - 분카 방송, 2006년 5월 4일

### 라디오 드라마
- 무법지대 - USEN

- 산토리 새터데이 웨이팅 바 - FM 도쿄

- 아오야마 2번가 극장 - 분카 방송
  - 3번가의 저녁놀 「오코노미야키」- 하루요 (젊었을 적)
  - 「꽃 피워라, 우즈키」 - 우즈키 아오이
  - 「산의 신」 - 콘노 미하루

## 무대
- 극단 비타민 대사 ABC 그대의 비트 - 무게타

- 극단 비타민 대사 ABC Ph-ll 과립 - 료코

- 오디오 극장 천하전설 살인사건 - 카와시마 치하루

## 그 외
- Lucian Bee's LIVE DVD ROMANXIA WORLD TOUR 2010 in YOKOHAMA

- 가면라이더 드래곤 나이트 스페셜 이벤트【DVD】

- 다이하쓰 MOVE2000 - 이벤트 내비게이터 & MC

- ANA 기내용 오디오 내비게이터

- 메탈기어 솔리드 2 - 모션 액터

- 우사하나의 매지컬 수와 모양

- 아킬레스 「슌소쿠」 CM - 다이 역
  - 아킬레스 상품 사이트 「익스트리머즈 + 쥬버널」

- 쟈파렌 자동차 내비게이션 부록 오디오 오키나와/홋카이도 - 내비게이터

- 읽는 드라마 - 후지 TV 721

- 파나소닉 VIERA (DMP-BV200) - 전동차 내 광고
  - 파나소닉 상품 사이트 「나의 비에라」, 「고마쓰 씨의 고백 시어터」

- 홍콩 스크린 천국 - COMIN' SOON TV